# Crkva sv. Jurja mučenika u Žeževici
Crkva sv. Jurja mučenika u selu Žeževici, Put Gospe, općina Šestanovac, predstavlja zaštićeno kulturno dobro.

## Opis dobra
Crkva sv. Jurja mučenika u Žeževici izgrađena je na uzvisini Orje, na srednjovjekovnom lokalitetu i dominira vizurom prostora. Spominje je još 1739.g. nadbiskup Katić u svojoj vizitaciji, nakon koje je u više navrata preoblikovana. Najstariji dio današnje crkve je središnji dio lađe. Jednobrodna građevina s kvadratičnom apsidom sagrađena je 1754.g. a kasnije je dograđena prema istoku polukružna apsida. Za gradnju je korišten klesanac složen u pravilne redove. Izvorni pokrov nije sačuvan, nego je u novije vrijeme stavljen pokrov od rebrastog lima. Pred glavnim ulazom dograđen je 1935. dvokatni zvonik zatvorenog tipa, s jednostavnom ložom i zidanim piramidalnim završetkom. Oko crkve je groblje, ograđeno kamenom ogradom s glavnim ulazom na zapadu do kojeg vode kamene stube iz 19. st.

## Zaštita
Pod oznakom Z-5933 zavedena je pod vrstom "nepokretno kulturno dobro - pojedinačno", pravna statusa zaštićena kulturnog dobra, klasificirano kao "sakralne građevine".